# 11800 Carrozzo
11800 Carrozzo è un asteroide della fascia principale. Scoperto nel 1981, presenta un'orbita caratterizzata da un semiasse maggiore pari a 3,0234923 au e da un'eccentricità di 0,1045567, inclinata di 9,98607° rispetto all'eclittica.
L'asteroide è dedicato all'astronomo italiano Filippo Giacomo Carrozzo.